# Serica ochrosoma
Serica ochrosoma är en skalbaggsart som beskrevs av Dawson 1919. Serica ochrosoma ingår i släktet Serica och familjen Melolonthidae. Inga underarter finns listade i Catalogue of Life.